# Bohumín
Bohumín (németül Oderberg, lengyelül Bogumin) csehországi város. A sziléziai tartomány csehországi részén helyezkedik el, közel a cseh-lengyel határhoz. Az Odéránál fekvő városok egyike. Bohumín Óbohumínból, és Újbohumínból áll. A lakosság nagy része cseh, de megtalálható még a morva, lengyel, sziléz, német és cigány etnikum is.

## Népesség
A település népessége az elmúlt években az alábbi módon változott:
| Lakosok száma | 4515 | 13 297 | 23 289 | 21 833 | 23 686 | 21 649 | 20 980 | 20 518 | 20 450 | 20 315 |
|               | 1869 | 1900   | 1921   | 1961   | 1991   | 2011   | 2017   | 2020   | 2022   | 2025   |